# Frans Figaroa
Francisco Dominico "Frans" Figaroa (3 september 1927 - 6 oktober 1993) was een Arubaans UNA en later MEP-politicus. Hij was van 1961 tot 1962 minister van onderwijs van de Nederlandse Antillen, van 1975 tot 1976 en later in 1979 voorzitter van de Staten van de Nederlandse Antillen en vervolgens van 1979 tot 1982 gezaghebber van Aruba.

## Vroege leven
Figaroa volgde de mulo aan het Sint Dominicus College in Oranjestad. Vervolgens werkte hij enige maanden bij Lago waarna hij in 1944 in dienst trad bij de overheid. Bij de overheid werkte hij 5 jaar in de administratie bij het Water- en Energiebedrijf Aruba en vervolgens bij administratie en hypotheken waar hij uiteindelijk hypotheekbewaarder werd. In 1949 behaalde hij een diploma correspondentie Engels, in 1952 volgde hij een opleiding voor administratie van terreinen en slaagde voor adjunct-commies en in 1957 behaalde hij een diploma Spaans.

## Politieke loopbaan
Van 1 juni 1961 tot 2 november 1962 was hij voor de Union Nacional Arubano (UNA) minister van onderwijs van de Nederlandse Antillen in het tweede kabinet van Efraïn Jonckheer, terwijl hij van 1963 tot en met 1967 lid was van de eilandsraad van Aruba. In de verkiezingen van 1963 had hij 365 persoonlijke stemmen binnengehaald.
In 1971 werd een nieuwe partij opgericht op Aruba, de Movimiento Electoral di Pueblo (MEP), die in 1973 met 5 van de 8 Arubaanse zetels gedeeld de grootste partij werd in de Staten van de Nederlandse Antillen. Figaroa werd als zodanig voorzitter van de Staten van de Nederlandse Antillen. Bij het Suriname debat in 1975 over de onafhankelijkheid van Suriname leidde hij als voorzitter van de Staten van de Nederlandse Antillen de afvaardiging van bijzondere gedelegeerden in de Tweede Kamer. Ter voorbereiding van deze besprekingen was Figaroa in september als neutrale partij gastheer bij gesprekken tussen de voorzitter van de Tweede Kamer Anne Vondeling en de voorzitter van de Staten van Suriname Emile Wijntuin.
Figaroa was van 1979 tot 1982 gezaghebber van Aruba. Als gezaghebber was hij voorzitter van de eilandsraad en van het bestuurscollege, en vertegenwoordigde Aruba in rechtsgedingen. Verder was hij in deze functie hoofd van de politie, medewerker van de gouverneur en hield toezicht op Aruba voor de regeringen van het Koninkrijk der Nederlanden en van de Nederlandse Antillen.
Koningin Beatrix en prins Claus bezochten van 28 oktober tot 8 november 1980 de Nederlandse Antillen, als eerste officiële bezoek na de inhuldiging. Op 29 oktober bezochten ze Aruba, waar ze werden ontvangen door gezaghebber Figaroa. De koningin verrichtte de eerstesteenlegging voor een nieuwe bibliotheek te Mon Plaisir en gaf haar naam aan het vliegveld, de Internationale luchthaven Koningin Beatrix.
Nadat Aruba in 1986 werd afgescheiden van de Nederlandse Antillen en een zelfstandig land werd binnen het Koninkrijk der Nederlanden, was Figaroa van 1986 tot zijn overlijden in 1993 lid van de nieuw opgerichte Raad van Advies van Aruba. Dit hoog college van staat adviseert de Arubaanse regering en het parlement over zaken van wetgeving en bestuur.
Figaroa was lid van de commissie voor Onderwijs en Cultuur van het Latijns-Amerikaans Parlement.

## Sport
Figaroa was oprichter van de sportvereniging Jong Aruba, voorzitter van de Arubaanse Voetbal Bond en voorzitter van het Nederlands Antilliaans Olympisch Comité.

## Eerbetoon

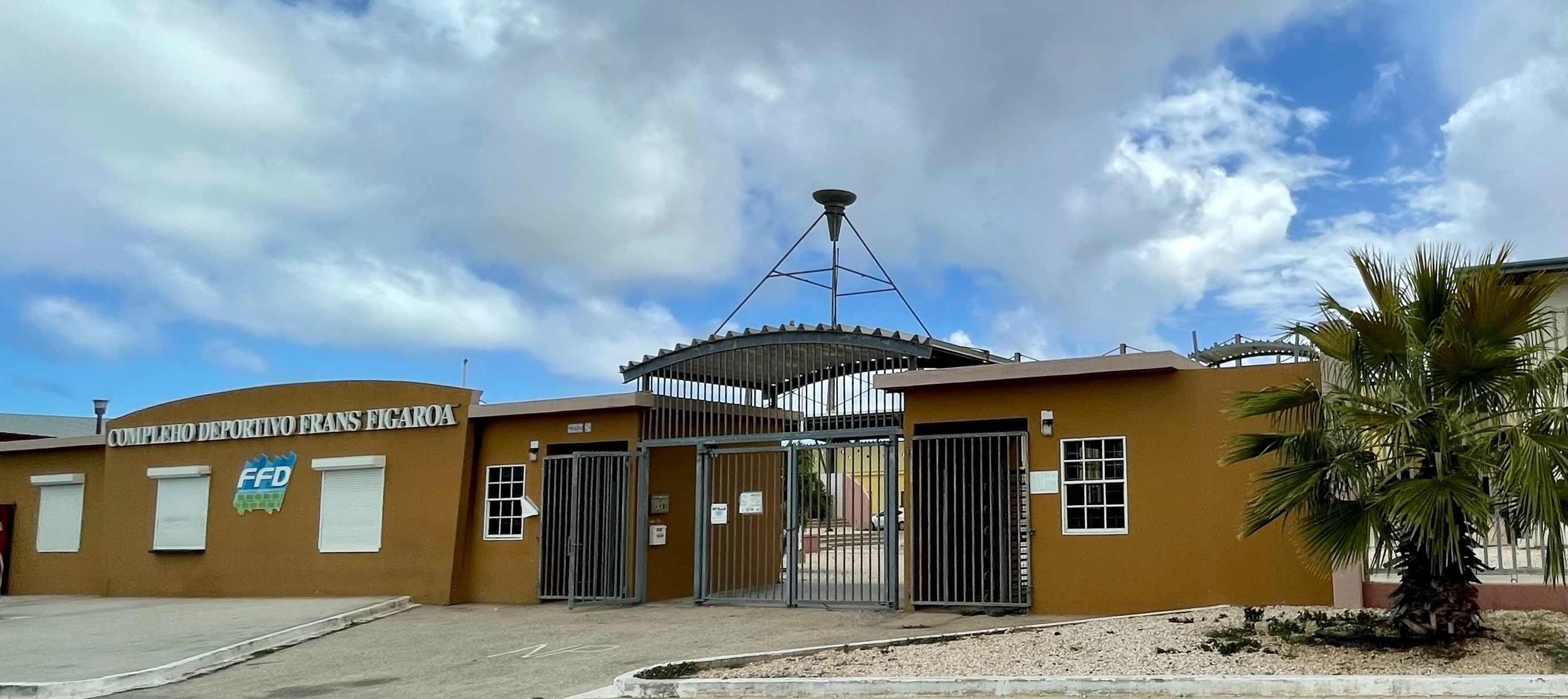
Frans Figaroa Stadion te Shaba

In 1980 werd hij benoemd tot officier in de Orde van Oranje-Nassau. Het Frans Figaroa Stadion (Papiaments: Centro Deportiva Frans Figaroa) in de plaats Noord in het noordwesten van Aruba is naar hem vernoemd. Bij het stadion staat een buste van Figaroa met tekstbord. Hiernaast is een zes kilometer lang stuk van de hoofdweg route 2 op Aruba naar hem vernoemd, de Caya Frans Figaroa.